# Dodderhill
Dodderhill – wieś w Anglii, w hrabstwie Worcestershire, w dystrykcie Wychavon. Leży 13 km na północny wschód od miasta Worcester i 163 km na północny zachód od Londynu.